# Live in Montreux (Junior Wells & Buddy Guy)
Live in Montreux è un album live di Junior Wells e Buddy Guy, pubblicato dalla Black and Blue Records nel 1978. Il disco fu registrato dal vivo il 9 luglio di quell'anno al Mountain Jazz Festival di Montreux, Svizzera.

## Tracce
Lato A
1. One Room Country Shack – 4:10 (Mercy Dee Walton)
2. The Things That I Used to Do – 3:20 (Eddie Jones)
3. Everyday I Have the Blues – 3:10 (Peter Chatman)
4. Driving Wheel – 4:03 (Roosevelt Sykes)
5. Help Me – 4:22 (Sonny Boy Williamson)

Lato B
1. Come in This House – 3:31 (Junior Wells)
2. Messin' with the Kid – 3:55 (Mel London)
3. Somebody's Got to Me – 3:48 (Sonny Boy Williamson)
4. Everything Gonna Be Alright – 2:45 (Sam Maghett)
5. Got My Mojo Working – 1:50 (Muddy Waters)
6. Hide Away – 3:12 (Freddy King)

Edizione CD del 1999 dal titolo Everything Gonna Be Alright, pubblicato dalla Black and Blue
1. One Room Country Shack – 4:20 (Mercy Dee Walton)
2. The Things That I Used to Do – 3:32 (Eddie Jones)
3. Everyday I Have the Blues – 3:24 (Peter Chatman)
4. Driving Wheel – 4:23 (Roosevelt Sykes)
5. Help Me – 4:49 (Rice Miller)
6. Come on in This House – 3:47 (Junior Wells)
7. Messin' with the Kid – 4:11 (Mel London)
8. Don't Start Me Talking – 4:03 (Rice Miller)
9. Everything Gonna Be Alright – 2:52 (Sam Maghett)
10. Got My Mojo Working – 1:50 (McKinley Morganfield)
11. Hide Away – 3:37 (Freddy King)
12. When I Little Better – 3:25 (Hubert Sumlin)
13. I Don't Know – 5:22 (Andrew Odom)
14. Come to Me – 3:30 (Andrew Odom) – Brano inedito
15. So Many Roads – 6:10 (Otis Rush)
16. Blue Shadow Is Falling – 5:45 (Dave Myers)
17. Hoochie Coochie Man – 4:56 (McKinley Morganfield)

## Musicisti
- Junior Wells - voce (brani: A4, A5, B1, B2, B3, B4, B5 e B6)
- Junior Wells - armonica
- Buddy Guy - voce (brani: A1, A2 e A3)
- Buddy Guy - chitarra
- Jimmy Johnson - chitarra
- Dave Myers - basso
- Odie Payne - batteria

CD - brani da 1 all'11
- Junior Wells - armonica
- Junior Wells - voce (brani : 4, 5, 6, 7, 8, 9 e 10)
- Buddy Guy - chitarra
- Buddy Guy - voce (brani: 1, 2 e 3)
- Jimmy Johnson - chitarra
- Dave Myers - basso
- Odie Payne - batteria

CD - brani da 12 a 17
- Big Voice Odom - voce (brani 13 e 14)
- Jimmy Johnson - chitarra
- Jimmy Johnson - voce (brano: 15)
- Hubert Sumlin - chitarra (brano: 12)
- Eddy Clearwater - chitarra
- Eddy Clearwater - voce (brano: 17)
- Dave Myers - basso
- Dave Myers - voce (brano: 16)
- Odie Payne - batteria